# DOPAMINE
『DOPAMINE』（ドーパミン）は日本の音楽グループであるm-floの18thシングル（m-flo loves EMYLI & Diggy-MO' 名義）。2005年2月23日発売。

## 解説
- 日本の歌手EMYLIと日本のヒップホップグループSOUL'd OUTのメインMCであるDiggy-MO' をフィーチャリングしている。
- The 45 King「The 900 Number」（1987年）をサンプリングしている。
- 曲のテーマは "DOPAMINE = 青春のトキメキ"（ドーパミンは快の感情や意欲に関わる神経伝達物質）。
- c/w 曲はYOSHIKAをフィーチャリングした「tO yOUR bEAT」。VERBALが自分の妻に捧げた曲で、妻への愛を歌っている[1]。
- m-floの4thアルバム『BEAT SPACE NINE』（2005年）に、「DOPAMINE」から前述のサンプリングがカットされている別バージョン「DOPEMAN?」および「tO yOUR bEAT」が収録されている。

## 収録曲
1. DOPAMINE / m-flo loves EMYLI & Diggy-MO'
2. tO yOUR bEAT / m-flo loves YOSHIKA
3. I WANNA BE DOWN -The Scumfrog Mix- / m-flo loves 坂本龍一
4. DOPAMINE -instrumental- / m-flo loves EMYLI & Diggy-MO'
5. tO yOUR bEAT -instrumental- / m-flo loves YOSHIKA